# La Chapelle-Montreuil
La Chapelle-Montreuil korábbi község Franciaország Új-Aquitania régiójában, Vienne megyében. 2019. január 1-jén Benassay és Montreuil-Bonnin korábbi községgel egyesült és az így létrejött Boivre-la-Vallée új község része lett.
Lakosainak száma 718 fő (2018. január 1.). La Chapelle-Montreuil Béruges, Coulombiers, Jazeneuil, Lavausseau, Lusignan és Montreuil-Bonnin községekkel határos.

## Népesség
A település népességének változása:
| Lakosok száma | 688  | 700  | 717  | 711  | 718  |
|               | 2013 | 2015 | 2016 | 2017 | 2018 |